# Walter Leigh
Walter Leigh, né le 22 juin 1905 à Wimbledon et tué au combat près de Tobrouk en Libye le 12 juin 1942, est un compositeur britannique.

## Compositions

### Musique pour la scène
- Aladdin, or Love Will Find Out the Way (1931), pantomime.
- The Pride of the Regiment, or Cashiered for His Country (1932), opérette, livret de Scobie Mackenzie et VC-Clinton Baddeley.
- Jolly Roger, or The Admiral's Daughter (1933), opéra comique en 3 actes, livret de Scobie Mackenzie et VC-Clinton Baddeley, création au Savoy Theatre.
- Victoria Regina (1935), création au théâtre Broadhurst sur Broadway.
- Nine Sharp (1938), revue musicale.
- The Little Revue (1939).
- Charlemagne (1935), musique pour une pièce radiophonique.
- The Frogs (1936), musique de scène pour la pièce d'Aristophane.
- A Midsummer Night’s Dream (1936), musique de scène pour la comédie de William Shakespeare.

### Musique orchestrale
- Music for String Orchestra (1931)
- Three Pieces pour orchestre amateur (1934)
- Agincourt, Jubilee Overture, ouverture de concert pour orchestre (1935)

### Musique concertante
- Concertino pour clavecin (ou piano) et orchestre à cordes (1934).

### Musique de chambre
- Rêverie pour violon et piano (1922)
- Romance pour 2 violons, alto, violoncelle et piano
- Student String Quartet (1929)
- Three Movements pour quatuor à cordes (1929)
- Sonatine pour alto et piano (1930)
- Trio pour flûte, hautbois et piano (1935)
- Sonatine pour flûte à bec alto (ou flûte traversière) et piano (1939)
- Air pour flûte à bec alto et piano

### Musique pour piano
- Three Machine Dances (1924)
- Sonate pour piano (1925–26)
- Three Waltzes pour deux pianos
- Polka pour piano
- Five Playtime Pieces
- Piano Album (1929)
- Music for Three Pianos (1932)
- Eclogue pour piano (1940)

### Musique vocale
- Peculiar Noises pour voix et piano (1938), paroles de Herbert Farjeon.
- The Three Roundels, paroles de Dorothy Frances Bloomfield.

### Musique de film
- His Lordship (1932)
- The Song of Ceylon (1934)
- Pett and Pott: A Fairy Story of the Suburbs (1934)
- The Face of Scotland (1938)
- Man of the Alps (1939)
- Squadron 992 (1939)
- Table d'Hote (1939), pour la télévision
- The Fourth Estate: A Film of a British Newspaper (1940)

## Discographie
- Complete Chamber Works avec Locrian Ensemble of London (CDLX 7143 – Dutton Laboratories enregistré à Henry Word Hall London 7-9 janvier 2004).
- Concertino for Harpsichord, Music for String Orchestra, Agincourt, The Frogs (Overture & Dance), Jolly Roger (Overture) avec Trevor Pinnock, London Philharmonic Orchestra, Nicholas Braithwaite (Lyrita, 1979, 1985, 2007).